# Nicholas Hoult
Nicholas Caradoc Hoult (Wokingham, 7 dicembre 1989) è un attore britannico.
La sua filmografia include ruoli da protagonista in grandi produzioni e in progetti indipendenti, sia nell'industria cinematografica statunitense che in quella britannica. Il suo esordio di successo nel mondo del cinema avviene all'età di 11 anni, interpretando Marcus in About a Boy (2002). In precedenza, aveva già avuto piccoli ruoli televisivi e cinematografici nella televisione britannica, iniziando la sua carriera di attore a soli 7 anni con il debutto nel film Intimate Relations (1996). Da allora, la sua carriera non ha smesso di espandersi, partecipando a serie e lungometraggi.
All'età di 17 anni, interpreta Tony Stonem nella serie britannica Skins (2007-2008), un ruolo che lo aiuta nella transizione da stella infantile a ruoli più maturi e complessi nell'industria cinematografica, portandolo al successo e al riconoscimento. Solo un decennio dopo torna a recitare in una serie televisiva, interpretando l'imperatore Pietro III di Russia in The Great (2020-2023), ruolo che gli vale due nomination ai Golden Globe e una agli Emmy Awards.
Il suo debutto a Hollywood avviene con il dramma A Single Man (2009), per il quale riceve una nomination ai BAFTA. Tra i suoi film più importanti figurano: X-Men - L'inizio (2011), Warm Bodies (2013), Il cacciatore di giganti (2013), X-Men - Giorni di un futuro passato (2014), Mad Max: Fury Road (2015), La favorita (2018), Tolkien (2019), The Menu (2022), Renfield (2023), The Order (2024), Giurato numero 2 (2024), Nosferatu (2024), e Superman (2025).
Hoult è anche un attore di doppiaggio, avendo prestato la sua voce a narrazioni, audiolibri e a diversi personaggi animati. Tra questi, il personaggio di Fiver nella miniserie britannica La collina dei conigli (2018), Patrick nella serie in stop-motion per adulti Crossing Swords (2020-2021) e Jon Arbuckle nel film d'animazione Garfield - Una missione gustosa (2024).
Nel 2009, recita nel Trafalgar Studios di Londra nella pièce teatrale New Boy. Nel 2012 viene inserito nella lista annuale Forbes 30 Under 30. Nel 2024, la rivista GQ lo nomina "Attore dell'anno". È membro dell'Academy of Motion Picture Arts and Sciences e possiede la sua casa di produzione cinematografica, Dead Duck Films.

## Biografia

### Decennio del 1990
Il potenziale attoriale di Hoult viene scoperto all'età di 3 anni da un regista teatrale durante la rappresentazione di un'opera in cui recitava suo fratello James. Il regista rimane colpito dalla sua capacità di «concentrarsi bene» e gli offre un ruolo nella sua prossima produzione teatrale, Il cerchio di gesso del Caucaso.
Nel 1995, durante una competizione di talenti chiamata All England Singing and Dancing Championship, un precursore dei reality show, un agente si offre di rappresentare lui e le sue due sorelle dopo averlo visto esibirsi in A Funny Thing Happened on the Way to the Forum, travestito da clown. Hoult inizia così a partecipare a provini. Si rende rapidamente conto che recitare gli piace e che è piuttosto bravo. Debutta al cinema nel film Intimate Relations (1996), interpretando Bobby Beasley, il nipote di Julie Walters.
Da quel momento, diventa la scelta preferita per film e serie che necessitano di un bambino «non convenzionale, che sembrasse intelligente anche quando non diceva nulla», secondo una giornalista di The Daily Telegraph. Successivamente appare in diverse serie televisive britanniche, tra cui Casualty (1996), Testimoni silenziosi (1998), Ruth Rendell Mysteries (1999), Metropolitan Police  (2000), Magic Grandad (2001), Holby City (2001), Doctors (2001), Waking the Dead (2001), World of Pub (2001), Murder in Mind (2002) e Judge John Deed (2002), programmi televisivi diurni molto seguiti.

### Decennio del 2000
Dopo aver acquisito esperienza interpretando diversi ruoli in serie televisive britanniche, Hoult fa il salto sul grande schermo all'età di 11 anni, interpretando Marcus Brewer nel film About a Boy - Un ragazzo (2002). Questo ruolo lo aiuta a farsi un nome sulla scena cinematografica internazionale. Affiancato da Hugh Grant, Toni Collette e Rachel Weisz e diretto dai fratelli americani Chris e Paul Weitz, Hoult interpreta un eccentrico dodicenne, figlio di una madre single, hippie e depressa, che è vittima di bullismo a scuola.
A 15 anni, ha fatto il suo debutto a Hollywood interpretando il figlio di Nicolas Cage nel film The Weather Man - L'uomo delle previsioni (2005), diretto da Gore Verbinski, recitando al fianco di Cage e Michael Caine.
La «famosa e complicata transizione da attore bambino a una carriera da adulto» arriva con il ruolo di Tony Stonem nella Prima Generazione della serie Skins, trasmessa dal canale britannico E4. Un ruolo in cui dimostra tutte le qualità di un protagonista e che lo trasforma in un'icona della cultura contemporanea, grazie alla rilevanza culturale indiscutibile della serie.
Lo stilista Tom Ford, al suo debutto come regista, lo sceglie per il ruolo di Kenny Potter nel film A Single Man (2009), Per il suo ruolo, viene nominato ai Premi BAFTA nella categoria Premio Orange alla stella emergente. Nel film recita al fianco di Colin Firth e Julianne Moore.

### Decennio del 2010

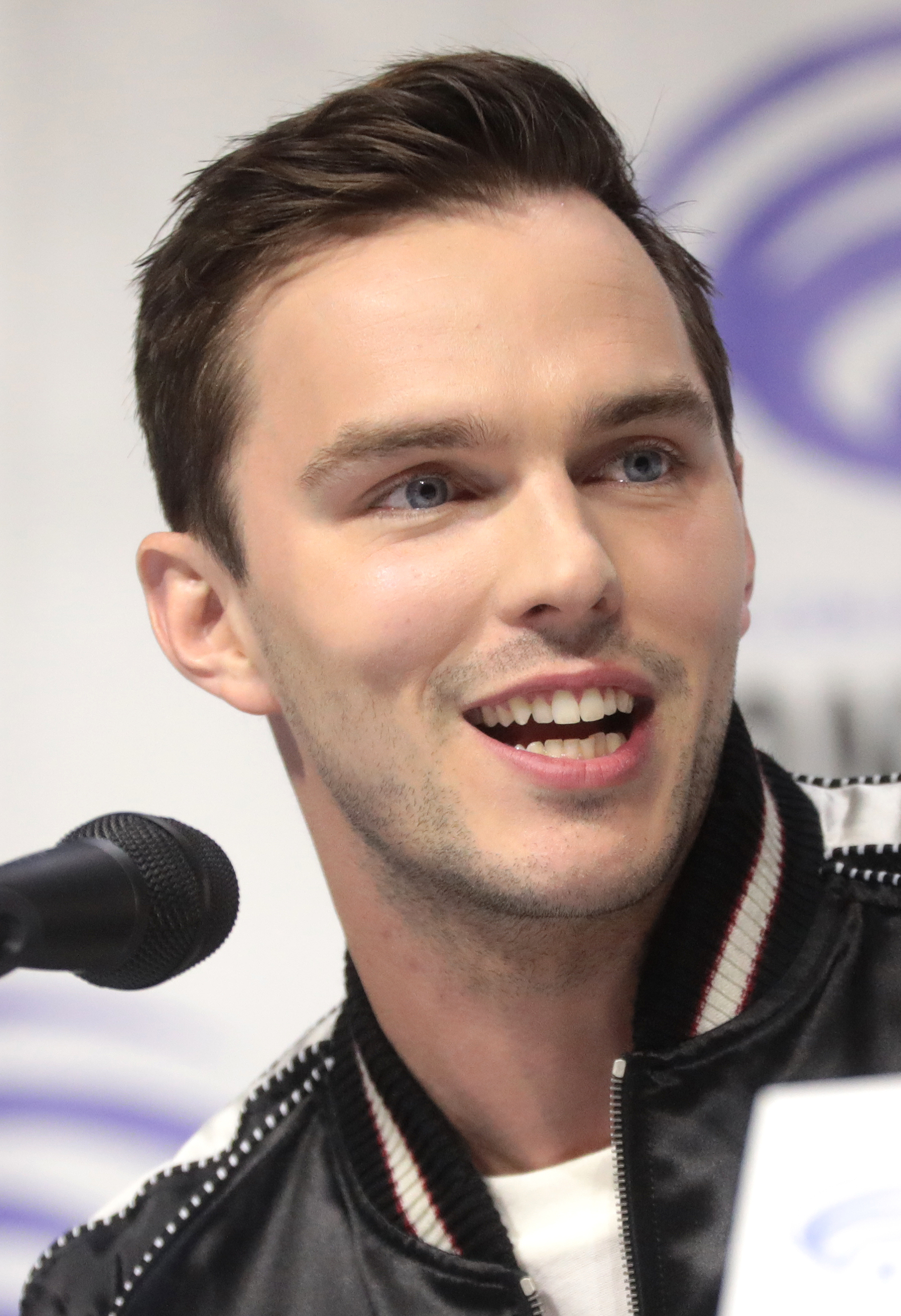

Nel 2010 recita nel film Scontro tra titani, interpretando il ruolo di Eusebios, mentre nel 2011 Hoult interpreta la Bestia nel film di supereroi X-Men - L'inizio, diretto da Matthew Vaughn. Nel 2013 interpreta lo zombie R nel film Warm Bodies, il quale si innamora della giovane umana, Julie. Sempre nel 2013 veste i panni del protagonista di Il cacciatore di giganti di Bryan Singer. Nel 2014 e nel 2016 riprende il ruolo di Bestia nei capitoli della serie cinematografica degli X-Men: X-Men - Giorni di un futuro passato e X-Men - Apocalisse, sempre diretti da Bryan Singer.
Nel 2015 interpreta Nux nel film di George Miller Mad Max: Fury Road, ed è diretto da Drake Doremus nel ruolo di Silas nel film Equals. Partecipa anche a Kill Your Friends di Owen Harris. Nel 2017 recita nel film di guerra Castello di sabbia; nello stesso anno è J. D. Salinger in Rebel in the Rye e Nikola Tesla in Edison - L'uomo che illuminò il mondo, e anche Martin Hallock in Newness. Nel 2018 è parte del cast del pluripremiato La favorita di Yorgos Lanthimos. Nel 2019 riprende il ruolo della Bestia in X-Men: Dark Phoenix; nello stesso anno interpreta il ruolo di J. R. R. Tolkien nell'omonimo film diretto da Dome Karukoski.

### Decennio del 2020
Hoult ha iniziato a interpretare Pietro III di Russia nella serie dramedy The Great, prodotta da Hulu. La serie e la sua performance hanno ricevuto il plauso della critica. È stato nominato per due Golden Globe e un Primetime Emmy Award come Miglior attore protagonista in una serie comica. 
Nel 2021, Hoult ha interpretato un ruolo da antagonista nel thriller Quelli che mi vogliono morto nel 2022, ha recitato nella commedia nera The Menu, al fianco di Ralph Fiennes e Anya Taylor-Joy, film che ha ricevuto recensioni positive. Successivamente, ha interpretato il ruolo principale nel film horror-comedy Renfield. Nel giugno 2023, è stato invitato a entrare a far parte della sezione attori dell'Academy of Motion Picture Arts and Sciences. Il 19 dicembre 2023 esce il video del brano Mess It Up sul canale YouTube dei The Rolling Stones che lo vede come protagonista.
Nel 2024, Hoult ha prestato la voce a Jon Arbuckle nel film d'animazione Garfield - Una missione gustosa. Nello stesso anno, ha recitato nel thriller criminale The Order, diretto da Justin Kurzel, e nel dramma giudiziario Giurato numero 2, diretto da Clint Eastwood. Inoltre, ha interpretato Thomas Hutter in Nosferatu, scritto e diretto da Robert Eggers.

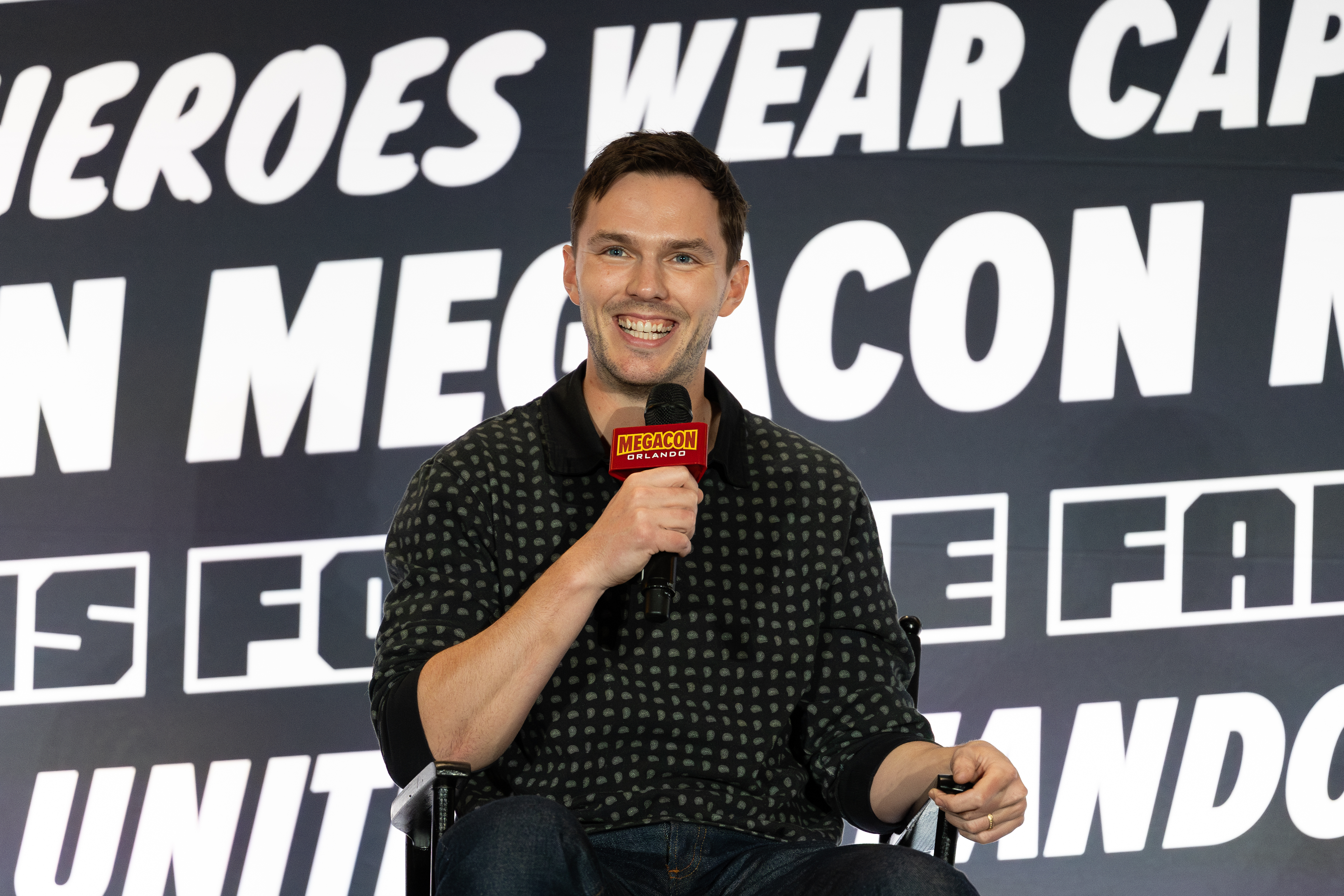
Nicholas Hoult, MEGACON Orlando 2025.

La Warner Bros. ha scelto Hoult per interpretare il villain Lex Luthor nel franchise dell'universo cinematografico DCU — o Universo DC. Fin dall'inizio, Hoult era interessato a Luthor, ma il regista James Gunn stava considerando attori con cui aveva già lavorato in passato, quindi Hoult venne scartato e si candidò per il ruolo di Superman. Ha partecipato ai provini di persona, che si sono svolti ai Warner Bros. Studios di Burbank, con Gunn e il produttore Peter Safran. L'attore ha testato trucco e costumi nei panni di Clark Kent insieme all'attrice Rachel Brosnahan, scelta per il ruolo di Lois Lane. Alla fine, il ruolo di Superman è andato a David Corenswet, e non era chiaro se Hoult avrebbe ancora lottato per ottenere la parte di Luthor. Tuttavia, alla fine del 2023, sono trapelate notizie secondo cui aveva ripreso le trattative, e a dicembre James Gunn ha confermato che Hoult aveva firmato il contratto per interpretare Luthor. La prima pellicola del DCU in cui Hoult interpreterà Lex Luthor sarà Superman (2025).

## Vita privata
Nicholas Hoult è padre di due bambini con la modella californiana Bryana Holly Keilana Bezlaj, con cui ha una relazione dal 12 dicembre 2016. Il loro primo figlio, è nato il 17 aprile 2018, mentre il secondo è nato nell'ottobre 2022. Hoult e Holly si sono sposati in segreto. Nicholas vive con la sua famiglia tra Huntington Beach, nella Contea di Orange, California, e Londra.

## Filmografia

### Attore

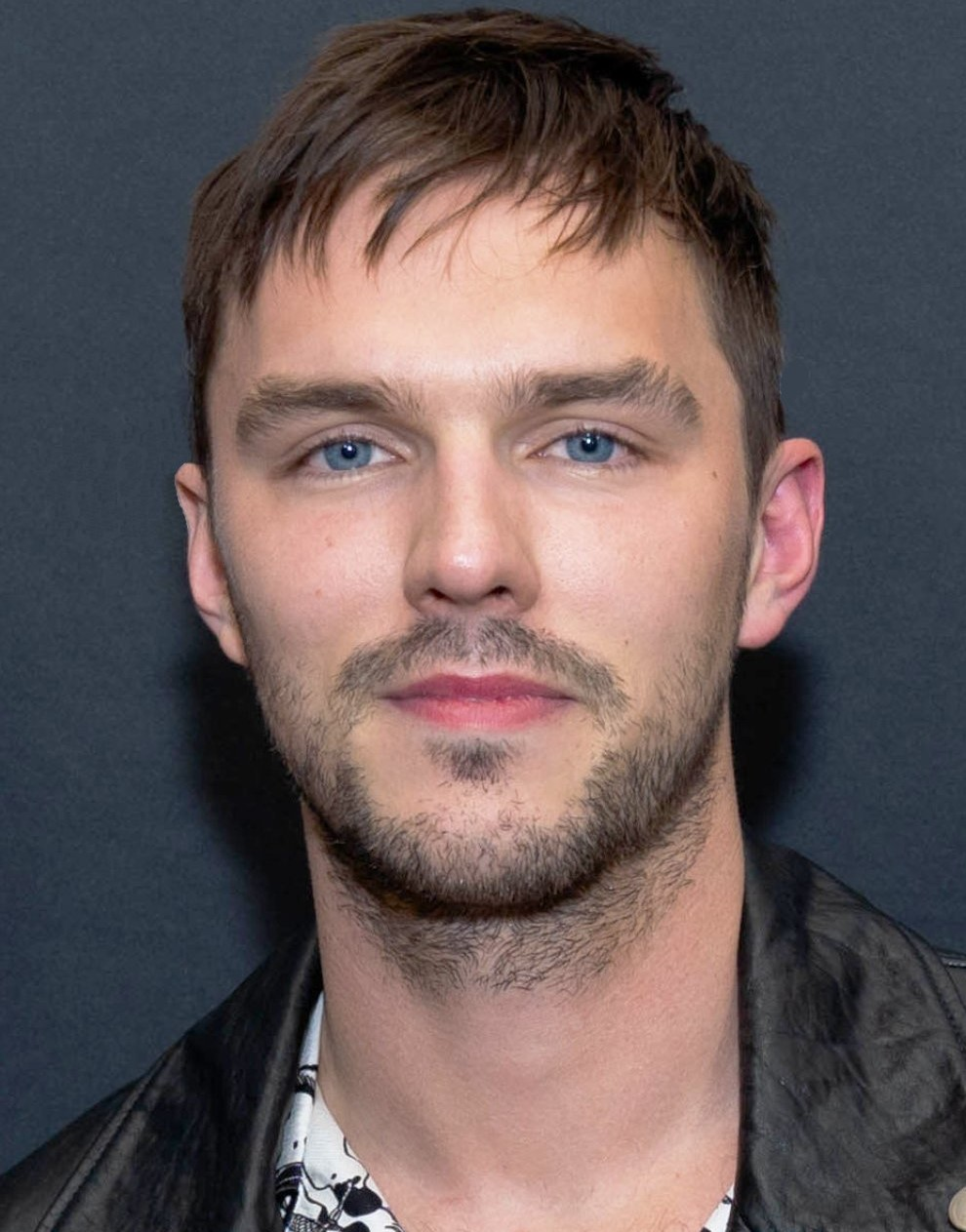
Nicholas Hoult, 2019.

#### Cinema
- Relazioni intime (Intimate Relations), regia di Philip Goodhew (1996)
- About a Boy - Un ragazzo (About a Boy), regia di Chris Weitz e Paul Weitz (2002)
- Wah-Wah, regia di Richard E. Grant (2005)
- The Weather Man - L'uomo delle previsioni (The Weather Man), regia di Gore Verbinski (2005)
- Kidulthood, regia di Menhaj Huda (2006)
- A Single Man, regia di Tom Ford (2009)
- Scontro tra titani (Clash of the Titans), regia di Louis Leterrier (2010)
- X-Men - L'inizio (X-Men: First Class), regia di Matthew Vaughn (2011) - Hank McCoy / Bestia
- Birdsong, regia di Rupert Wyatt (2012)
- Warm Bodies, regia di Jonathan Levine (2013)
- Il cacciatore di giganti (Jack the Giant Slayer), regia di Bryan Singer (2013)
- X-Men - Giorni di un futuro passato (X-Men: Days of Future Past), regia di Bryan Singer (2014) - Hank McCoy / Bestia
- Young Ones - L'ultima generazione (Young Ones), regia di Jake Paltrow (2014)
- Dark Places - Nei luoghi oscuri (Dark Places), regia di Gilles Paquet-Brenner (2015)
- Mad Max: Fury Road, regia di George Miller (2015)
- Equals, regia di Drake Doremus (2015)
- Kill Your Friends, regia di Owen Harris (2015)
- Autobahn - Fuori controllo (Collide), regia di Eran Creevy (2016)
- X-Men - Apocalisse (X-Men: Apocalypse), regia di Bryan Singer (2016) - Hank McCoy / Bestia
- Rebel in the Rye, regia di Danny Strong (2017)
- Castello di sabbia (Sand Castle), regia di Fernando Coimbra (2017)
- Edison - L'uomo che illuminò il mondo (The Current War), regia di Alfonso Gomez-Rejon (2017)
- Newness, regia di Drake Doremus (2017)
- Deadpool 2, regia di David Leitch (2018) - cameo non accreditato
- La favorita (The Favourite), regia di Yorgos Lanthimos (2018)
- Tolkien, regia di Dome Karukoski (2019)
- X-Men: Dark Phoenix (Dark Phoenix), regia di Simon Kinberg (2019) - Hank McCoy / Bestia
- The Kelly Gang (True History of the Kelly Gang), regia di Justin Kurzel (2019)
- The Banker, regia di George Nolfi (2020)
- Quelli che mi vogliono morto (Those Who Wish Me Dead), regia di Taylor Sheridan (2021)
- The Menu, regia di Mark Mylod (2022)
- Renfield, regia di Chris McKay (2023)
- The Order, regia di Justin Kurzel (2024)
- Giurato numero 2 (Juror #2), regia di Clint Eastwood (2024)
- Nosferatu, regia di Robert Eggers (2024)
- Superman, regia di James Gunn (2025)
- How to Rob a Bank, regia di David Leitch (2026)
- The Incomer, regia di Louis Paxton (2026)

#### Televisione
- Casualty – serie TV, episodio 11x03 (1996)
- Mr. White Goes to Westminster, regia di Guy Jenkin – film TV (1997)
- Ruth Rendell Mysteries – serie TV, episodio 11x09 (1999)
- Metropolitan Police (The Bill) – serie TV, episodio 16x32 (2000)
- Magic Grandad – serie TV, episodi 3x01, 3x02, 3x03 (2001)
- Holby City – serie TV, episodio 3x18 (2001)
- Doctors – serial TV, episodio 2x102 (2001)
- Waking the Dead – serie TV, episodi 1x07, 1x08 (2001)
- World of Pub – serie TV, episodio 1x04 (2001)
- Murder in Mind – serie TV, episodio 2x07 (2002)
- Judge John Deed – serie TV, episodio 2x04 (2002)
- Star – serie TV, episodi sconosciuti (2003)
- Keen Eddie – serie TV, episodio 1x11 (2004)
- Coming Down the Mountain, regia di Julie Anne Robinson – film TV (2007)
- Skins – serie TV, 19 episodi (2007-2008)
- Il commissario Wallander (Wallander) – serie TV, episodio 1x01 (2008)
- The Great (The Great) – serie TV, 30 episodi (2020-2023)

### Doppiatore
- Fable III – videogioco (2010)
- Robot Chicken – serie animata, episodio 6x10 (2012)
- La collina dei conigli (Watership Down), regia di Noam Murro – miniserie animata (2018)
- Crossing Swords – serie animata, 10 episodi (2020-2021)
- Garfield - Una missione gustosa (The Garfield Movie), regia di Mark Dindal (2024)

## Riconoscimenti
- Premio Emmy
  - 2022 – Candidatura come Miglior attore protagonista in una serie commedia per The Great.[1]
- Golden Globe Awards
  - 2021 – Candidatura al miglior attore in una serie commedia o musicale per The Great.[2]
  - 2022 – Candidato come Miglior attore in una serie TV commedia o musicale per The Great.[2]

## Doppiatori italiani
Nelle versioni in italiano delle opere in cui ha recitato, Nicholas Hoult è stato doppiato da:
- Flavio Aquilone in Warm Bodies, Dark Places - Nei luoghi oscuri, Mad Max: Fury Road, Autobahn - Fuori controllo, Rebel in the Rye, The Banker, Quelli che mi vogliono morto, Giurato numero 2, Nosferatu, Superman
- Fabrizio De Flaviis in About a Boy - Un ragazzo, Skins, X-Men - L'inizio, Castello di sabbia, La favorita, Tolkien
- Francesco Venditti in X-Men - Giorni di un futuro passato, X-Men - Apocalisse, X-Men: Dark Phoenix, Renfield
- Gianluca Cortesi in Young Ones - L'ultima generazione, Kill Your Friends
- Gianfranco Miranda in Equals, Edison - L'uomo che illuminò il mondo
- Alessio Puccio in The Weather Man - L'uomo delle previsioni
- Gabriele Lopez in A Single Man
- Marco Vivio in Scontro tra titani
- Davide Perino in Il cacciatore di giganti
- Alessandro Rigotti in Newness
- Emanuele Ruzza in The Kelly Gang
- Andrea Oldani in The Great
- Manuel Meli in The Menu
- Jacopo Venturiero in The Order

Da doppiatore è sostituito da:
- Fabrizio De Flaviis in La collina dei conigli
- Flavio Aquilone in Garfield - Una missione gustosa